# Cerro Iguana
Cerro Iguana es una localidad del El Ingenio, Santo Domingo , en el Distrito de Juchitán, en el estado de Oaxaca. Siendo la tercera localidad más poblada, por detrás de la cabecera municipal y La Blanca.

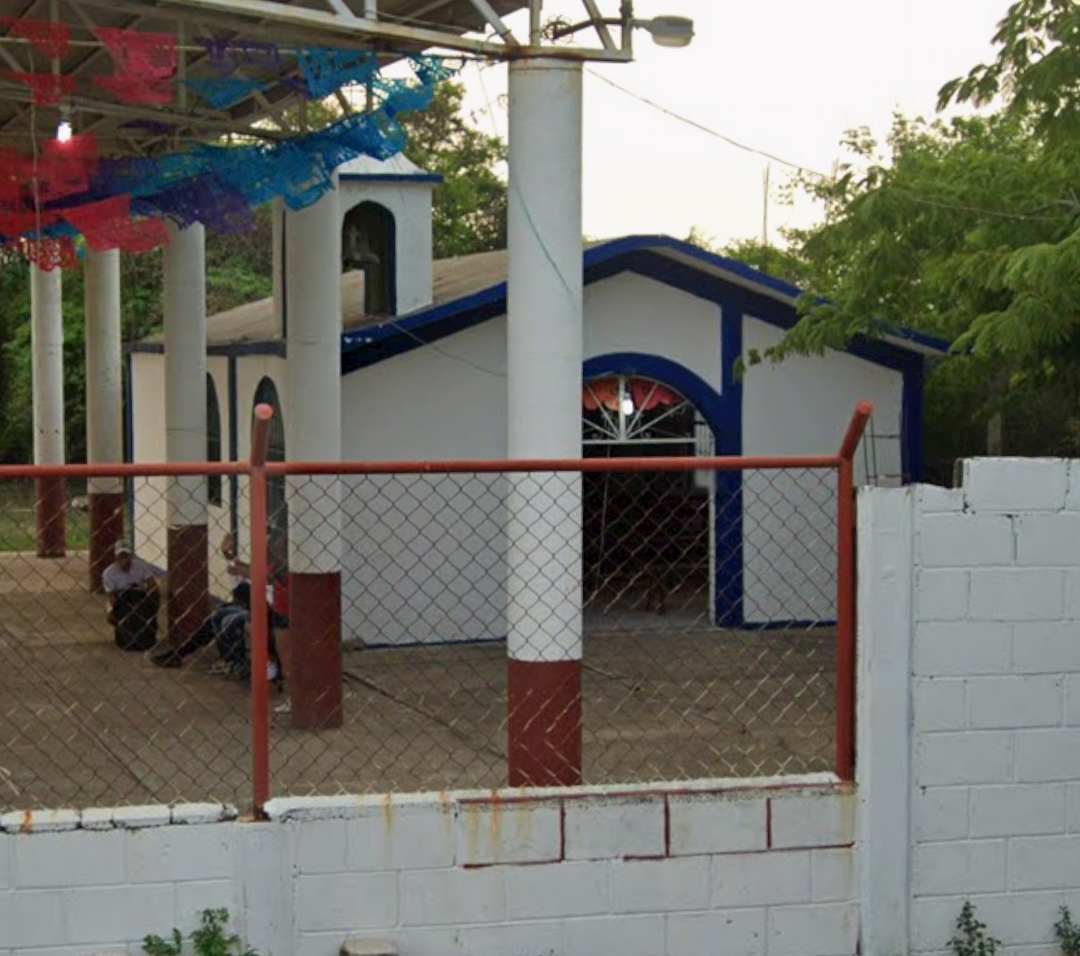
Iglesia de San Isidro en Cerro Iguana

## Ubicación
La localidad se ubica a 18 km al suroeste de la cabecera municipal, cerca de los límites municipales de Ingenio y Unión Hidalgo. En las coordenadas geográficas: 16°30′29″N 94°43′21″O / 16.50806, -94.72250.